# Jana Kurucová

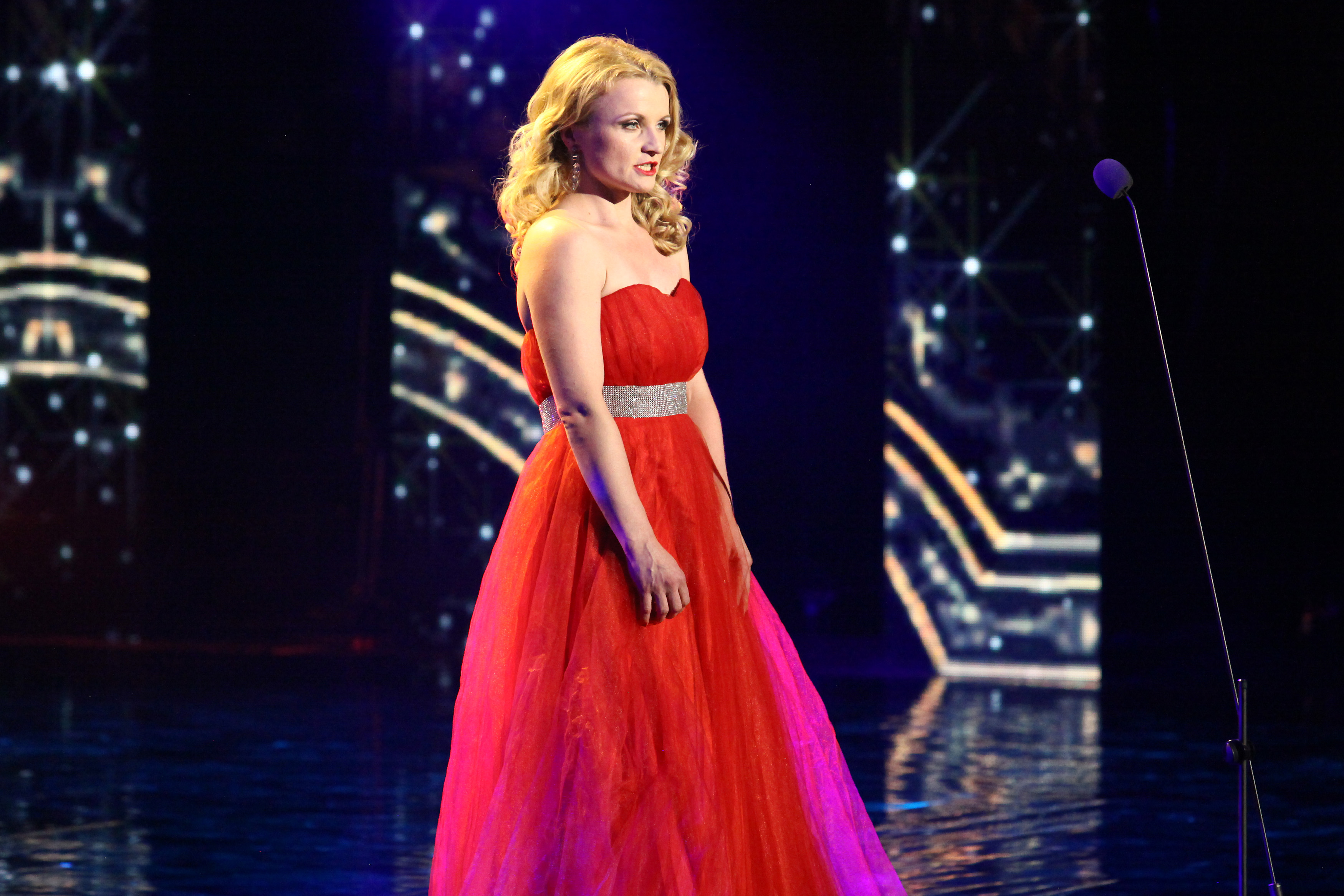
Jana Kurucová (2016)

Jana Kurucová (* 12. Oktober 1982 in Tvarožná bei Kežmarok) ist eine slowakische Mezzosopranistin.

## Werdegang
Kurucová begann mit 14 Jahren ihre Musikstudien – geistliche Musik, Komposition, Orgel, Dirigat und Gesang – am Bellu Konservatorium in Banská Bystrica. Sie studierte weiter an der Musikhochschule in Graz und debütierte auf der Opernbühne als Zweite Dame in der Zauberflöte und Ramiro in La finta giardiniera.
In der Saison 2005/2006 gehörte sie dem Opernstudio der Bayerischen Staatsoper in München an, danach (bis Juni 2009) wurde sie Ensemblemitglied des Theaters Heidelberg, wo sie in ihren ersten großen Rollen debütierte – darunter Cherubino in Le nozze di Figaro, Sesto in La clemenza di Tito, Idamante in Idomeneo und Rosina in Il barbiere di Siviglia.
Ab der Spielzeit 2009/2010 gehört sie dem Ensemble der Deutschen Oper Berlin an, wo sie folgende Rollen interpretierte: Cherubino sowie Rosina, aber auch Fenena in Nabucco, Hänsel in Hänsel und Gretel, Mercedes in Carmen, Zerlina in Don Giovanni und Melisande in Pelléas et Mélisande.
In der Saison 2011/2012 war sie als Cherubino in Le nozze di Figaro Gast am Teatro de la Maestranza in Sevilla unter der musikalischen Leitung von Pedro Halffter, ebenso am Badischen Staatstheater in Karlsruhe, sowie als Idamante in Idomeneo am Nationaltheater Prag.
In der Saison 2012/2013 sang sie an der Deutschen Oper Berlin erstmals Maffio Orsini in Lucrezia Borgia (neben Edita Gruberova und Pavol Breslik), ebenso die Rollen des Fuchs in Janáčeks Schlauem Füchslein, der Meg Page in Falstaff, Suzuki in Madame Butterfly und Zerlina in Don Giovanni als Gast am Teatro Petruzzelli in Bari.
In der Saison 2013/14 gab sie auch ihr Debüt an der Oper Peking als Cherubino sowie ihr Debüt als Donna Elvira in Don Giovanni an der Deutschen Oper Berlin sowie an der Oper Oslo.
Im Juni 2014 gab sie das Rollendebüt als Romeo in Bellinis I Capuleti e i Montecchi anlässlich des Klangvokal-Musikfestivals Dortmund. Weiters erfolgte ihr Debüt an der Semperoper Dresden als Rosina in Il barbiere di Siviglia.
Neben ihren Verpflichtungen an der Deutschen Oper Berlin sang sie in der Saison 2014/2015 erstmals die Rolle der Elisabetta in Maria Stuarda (in Ostrau), ebenso auch die Rolle der Carmen in Prag und wieder die Donna Elvira in Don Giovanni in Prag und Bratislava.
Im Jahr 2016 debütierte sie als Sesto in Giulio Cesare an der Semperoper Dresden und trat sie zum ersten Mal im Festspielhaus Baden-Baden, als Marta in Boitos Faust.
Anfang des Jahres 2017 kam ein neues Debüt als Dorabella in Così fan tutte an der Deutschen Oper Berlin, sowie auch Hausdebüt in New National Theater in Tokio als Cherubino in Le nozze di Figaro.
Im Mai 2017 sang sie die Rolle des Isolier (Le comte Ory) an der Seite von Lawrence Brownlee und Jessica Pratt beim Musikfestival Klangvokal in Dortmund. Im September 2017 sang sie mit Kristīne Opolais, Richard Samek und René Pape Dvořáks Stabat Mater beim Festival Dvořákova Praha.
Bis Ende des Jahres sang sie die Rosina (Il barbiere di Siviglia) an der Semperoper Dresden und in Bratislava und die Rolle der Elisabetta (Maria Stuarda) in Banská Bystrica. Sie tritt beim Festival Svátky hudby v Praze im Saal Rudolfinum in Prag sowie auch beim Weihnachtskonzert in der Filharmonie Reduta in Bratislava auf.
Im Mai 2018 hatte sie die Rolle der Martha (Boitos Mefistofele) an der Seite von Joseph Calleja und Erwin Schrott in der Bayerischen Staatsoper München übernommen, und sie sang die Rolle der Elisabetta aus Donizettis Maria Stuarda an der Seite von Diana Damrau und Javier Camarena an der Deutschen Oper Berlin und gab ebenso an der Deutschen Oper Berlin ihr Rollendebüt als Siebel (Gounods Faust).
Im Herbst 2018 folgten die Rollendebüts Prinz Orlovsky (Die Fledermaus) und Nicklausse (Hoffmanns Erzählungen) an der Deutschen Oper Berlin wie auch Rolle der Carmen am National Theater Prag.